# ジョン・プレイフォード

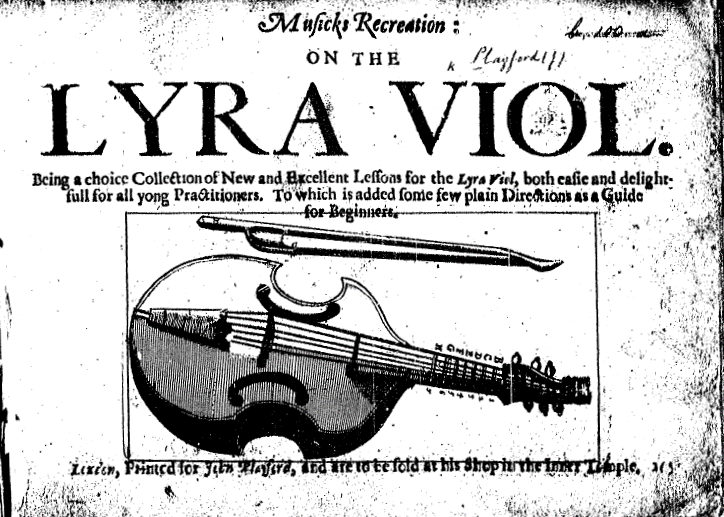
プレイフォード出版『Musicks recreation on the lyra viol』（1652年）の表紙

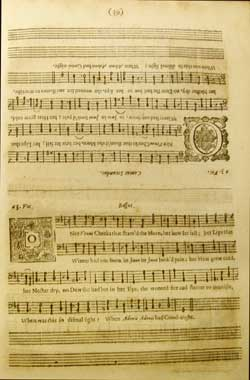
プレイフォード出版『The treasury of musick: containing ayres and dialogues to sing to the theorbo-lute or basse-viol.』（1669年）。楽譜はヘンリー・ローズの曲

ジョン・プレイフォード（John Playford、1623年 ノリッジ - 1686年 ロンドン）は、イングランドの楽譜出版者、書籍商。

## 生涯
1639年か1640年から1647年まで出版者ジョン・ベンソン(en:John Benson (publisher))の下で見習いを勤めた後、テンプル教会のポーチに店を開いた。1651年、書籍商ならびに出版者としてのプレイフォードの名を今に残す『ダンシング・マスター』を出版。
プレイフォードは1684年に引退し、息子のヘンリー・プレイフォード（Henry Playford）が後を継いだ。
1686年、死去。ヘンリー・パーセルはプレイフォードの死を悼んで『ジョン・プレイフォード氏の死によせるエレジー』(Pastoral Elegy on the Death of Mr. John Playford)を作曲した。

## 主な出版物
- ダンシング・マスター（The Dancing Master、1651年）

105のダンスとその簡単な主旋律が収められ、1728年頃まで次々と版を重ねた。現在も絶版にならず販売されている。尚、1651年初版のタイトルは『イングリッシュ・ダンシング・マスター（The English Dancing Master）』
- A Musicall Banquet（1651年）
- Catch that Catch Can（1652年）
- A Booke of New Lessons for Cithern（1652年。1666年『Musick's Delight on the Cithren』として改訂）
- Musick's Recreation on the Lyra Viol（1652年）
- A Breefe Introduction to the Skill of Musick（1654年）
- Choice Musick to the Psalmes of David（1656年）
- The Musical Companion（1667年）

歌とキャッチ（輪唱の一種）集
- Apollo's Banquet（1678年）

ヴァイオリンのための曲とジグ集
- Musick's Handmaid（1678年）

ヴァージナルとハープシコードのための曲集
- ディヴィジョン・ ヴァイオリン（The Division Violin、1685年）

オリジナルの旋律による変奏（ディヴィジョン）の教則本・曲集（26曲）。初心者向けの簡単な技術から、上級者向けのスコルダトゥーラ、指による重音奏法、弦のまたがった大きな音程の跳躍まで。